# Bundesautobahn 45
Bundesautobahn 45 (em português: Auto-estrada Federal 45) ou A 45, é uma auto-estrada na Alemanha.
A Bundesautobahn 45 tem 257 km de comprimento.

## Estados
Estados percorridos por esta auto-estrada:
- Renânia do Norte-Vestfália
- Hessen
- Baviera